# Exile One
Exile One est un groupe de musique des années 1970 de La Dominique basé en Guadeloupe. Gordon Henderson est le leader et fondateur du célèbre groupe musical Exile One et celui qui a inventé le nom Cadence Lypso pour un genre de musique qui révolutionna la musique moderne créole à travers le monde tel que le zouk.
Le nom original du groupe était Voltage 4 et était formé de :
- Gordon Henderson au clavier et au chant
- Chris Francis à la guitare et au chant
- Randy Aaron à la batterie
- Anison Rabess à la guitare basse

Après une période d'apprentissage, le groupe décide de quitter la Dominique pour s'installer en Guadeloupe. Il n'y avait pas de studio d’enregistrement à la Dominique. En 1970, Julie Martin remplace Chris Francis à la guitare. À la fin de cette même année, Oliver Cruickshank remplace Randy Aaron à la batterie après que celui-ci se blesse gravement dans un accident de voiture. 
Le groupe sort un album qui ne sera pas exploité par le producteur Henri Debs estimant que c'était en anglais et que les titres n'étaient pas en créole. Sans contrat ferme, le groupe se démobilise et Gordon Henderson intègre Les Vikings .
En 1973, à la suite de sa tournée en Dominique avec Les Vikings, Gordon Henderson en profite pour créer Exile One avec Kremlin Fingal, Oliver Cruickshank, Julie Mourillon, Vivian Wallace et Fitzroy Williams . Le groupe sort un second album en 1974 produit par le studio Henri Debs.  
En 1975, Exile One quitte la Guadeloupe pour Paris où il signe un contrat avec la maison de disques Barclay, sous la direction artistique de Gésip Légitimus. Il est le premier groupe antillais a signer un contrat avec un label aussi important. Il vendra plus de 60 000 albums Aki Yaka en France . Sans presque aucune promotion, Aki Yaka, qui est un hommage à la femme, devient un tube mondial. En 1976, Exile One est n°1 des ventes Barclay devant de grands noms de la musique française.